# Thủy điện Stung Treng
Thủy điện Stung Treng là dự án thủy điện đề xuất xây dựng trên dòng sông Mekong ở vùng đất tỉnh Stung Treng, đông bắc Campuchia .
Dự án đang gây tranh cãi vì nhiều lý do, bao gồm tác động có thể của nó đối với nghề cá, cũng như các yếu tố sinh thái và môi trường khác.
Tháng 3 năm 2020 do những lo ngại về sinh thái, chính phủ Campuchia đã tạm dừng tất cả các dự án thủy điện trên sông Mê Kông cho đến năm 2030, gồm có dự án đập Stung Treng và đập Sambor.